# Il Gesù
Cerkev Il Gesù (italijansko Chiesa del Gesù; italijanska izgovorjava: [ˈkjɛːza del dʒeˈzu]) je matična cerkev Družbe Jezusove (jezuitov), katoliškega reda oz. družbe. Njeno uradno ime je Chiesa del Santissimo Nome di Gesù all'Argentina (dobesedno »Cerkev najsvetejšega imena Jezusovega pri Argentini«),. Njeno pročelje je »prvo resnično baročno pročelje, ki uvaja baročni slog v gradbeništvo. Cerkev je služila kot vzor za neštevilne jezuitske cerkve po vsem svetu, zlasti v Amerikah. Njene slike v glavni ladji, križišču in stranskih kapelah so postale vzorci za jezuitske cerkve po vsej Italiji in Evropi, kot tudi pri  drugih redovih. Cerkev Il Gesù stoji na Piazza del Gesù v Rimu.
Il Gesù je bila prvič zasnovana leta 1551 s strani svetega Ignacija Lojolskega, ustanovitelja Družbe Jezusove, ki je deloval v času protestantske reformacije in poznejše katoliške protireformacije. Il Gesù je bila tudi dom generalnega načelnika Družbe Jezusove do zatiranja reda leta 1773. Cerkev, ki so jo pozneje ponovno pridobili jezuiti, je sosednja palača zdaj rezidenca jezuitskih učenjakov z vsega sveta, ki študirajo na Papeški univerzi Gregoriana v pripravah na duhovniško posvečenje.

## Zgodovina
Čeprav je Michelangelo na zahtevo španskega kardinala Bartolomea de la Cueve iz vdanosti ponudil brezplačno oblikovanje cerkve, je to prizadevanje financiral kardinal Alessandro Farnese, vnuk papeža Pavla III., ki je dovolil ustanovitev Družbe Jezusove. Končno sta bila pri gradnji vključena glavna arhitekta Giacomo Barozzi da Vignola, arhitekt družine Farnese in Giacomo della Porta. Cerkev je bila zgrajena na istem mestu kot prejšnja cerkev Santa Maria della Strada, kjer je nekoč molil sveti Ignacij Lojolski pred podobo svete Device. To podobo, ki jo zdaj krasijo dragulji, je mogoče videti v cerkvi v kapeli Ignacija na desni strani oltarja.
Cerkev se je začela graditi 26. junija 1568 po zasnovi Vignole. Vignoli je pomagal jezuit Giovanni Tristano, ki je od Vignole prevzel nadzor leta 1571. Ko je leta 1575 umrl, ga je nasledil jezuitski arhitekt Giovanni de Rosis. Giacomo della Porta je sodeloval pri gradnji križnih obokov, kupole in apside.
Revizija Vignolove fasadne zasnove, ki jo je izdelal della Porta, je zgodovinarjem arhitekture ponudila možnosti za natančno primerjavo med uravnoteženo kompozicijo Vignole v treh prekrivanih ravninah in dinamičnim zlitjem napetosti Della Porta, ki jo povezujejo močni navpični elementi, kontrasti, ki so zaostrili dojemanje arhitekturnih zgodovinarjev zadnjega stoletja. Vignolovo zavrnjeno oblikovanje je ostalo na voljo arhitektom in bodočim pokroviteljem v grafiki iz leta 1573.
Zasnova te cerkve je postavila vzorec za jezuitske cerkve, ki so nastajale v 20. stoletju; njene inovacije zahtevajo naštevanje. Na estetiko katoliške cerkve kot celote je močno vplival Tridentinski koncil. Čeprav je sam koncil o cerkveni arhitekturi povedal malo, je njegov predlog poenostavitve spodbudil Karla Boromejskega k reformi cerkvene gradbene prakse. Dokaze o pozornosti njegovih spisov najdemo v Il Gesù. Ni narteksa, v katerem bi se zadrževali: obiskovalec je usmerjen takoj v telo enoladijske cerkve, tako da je kongregacija zbrana in pozornost usmerjena na veliki oltar. Namesto stranskih ladij je za obokanimi odprtinami vrsta enakih med seboj povezanih kapel, do katerih vhod nadzorujejo okrasne ograje z vrati. Transepta sta zmanjšana na škrbine, ki poudarjajo oltarje njihovih končnih sten.
Tloris je centralno zasnovan v slogu visoke renesanse, izražen z velikim obsegom kupole in vidnimi slopi ob križišču, s podaljšano ladjo, značilno za pridigarske cerkve, vrsto cerkve, ki so jo ustanovili frančiškani in dominikanci od 13. stoletja. Povsod vstavljene polikromirane marmorne vložke razbremeni pozlata, stropni oboki s freskami bogatijo strop, retorične bele štukature in marmorne skulpture pa se izpostavljajo iz tektonskega okvirja. Primer Gesùa ni popolnoma odpravil tradicionalne bazilike z ladjami, toda po tem, ko je bil primer postavljen, so bili poskusi v tlorisih baročnih cerkva, ovalni ali grški križ, v veliki meri omejeni na manjše cerkve in kapele.
Cerkev je 25. novembra 1584 posvetil kardinal Giulio Antonio Santorio, delegat papeža Gregorja XIII..

## Fasada
Fasado cerkve je kasneje spremenil in izvedel Giacomo Della Porta. Vidimo lahko dva glavna dela, okrašena z listi akanta na pilastrih in kapitelih stebrov. Spodnji del je razdeljen s šestimi pari pilastrov (z mešanico stebrov in pilastrov, ki uokvirjajo glavna vrata). Glavna vrata so dobro okrašena z nizkim reliefom in dvema medaljama. Glavna vrata stojijo pod ukrivljenim timpanonom in nad njimi ogromen medaljon/ščit s črkami IHS, ki predstavljata kristogram in angela. Črke IHS so latinska oblika prvih treh črk grškega črkovanja imena Jezus, kar kaže tako na osrednjo figuro krščanstva kot na jezuitsko uradno ime, Družba Jezusova. Druga dvoja vrata imajo trikotne stebre, v zgornjem delu te prve stopnje pa sta postavljena dva kipa v poravnavi vsake od teh vrat. Na desni strani fasade stoji kip sv. Frančiška Ksaverija. Njegova leva noga je na človeškem telesu. Na drugi strani stoji kip sv. Ignacija Lojolskega.
Zgornji del je razdeljen s štirimi pari pilastrov in brez kipov. Zgornji in spodnji del sta na vsaki strani združena z voluto. Na fasadi je tudi papeški grb in ščit z inicialkami SPQR (Senātus Populusque Rōmānus), ki to cerkev tesno povezuje z prebivalci Rima.

## Notranjost
Prvi veliki oltar naj bi oblikoval Giacomo della Porta. Med prenovo v 19. stoletju so ga odstranili, nadškof Patrick Leahy pa je njegov tabernakelj kasneje kupil za svojo novo stolnico, kjer so ga po manjših spremembah namestili.
Sedanji veliki oltar, ki ga je zasnoval Antonio Sarti (1797–1880), je bil zgrajen sredi 19. stoletja. Prevladujejo štirje stebri pod neoklasičnim pedimentom. Sarti je tudi apsido pokril z marmorjem in naredil risbe tabernaklja. Angele, ki obkrožajo aureolo IHS, je izklesal Rinaldo Rinaldi (1793–1873). Dva angela, ki klečita na vsaki strani aureole, sta delo Francesca Benaglie in Filipa Gnaccarinija (1804–1875). Oltarno sliko, ki predstavlja Obrezovanje, je naslikal Alessandro Capalti (1810–1868). Strop apside krasi slika Baciccia (Giovanni Battista Gaulli) Slava mističnega jagnjeta.
Najbolj presenetljiva značilnost notranje opreme je stropna freska, veličastno Zmagoslavje imena Jezusa Giovannija Battiste Gaullija. Gaulli je tudi freskiral kupolo, vključno z lanterno in pendantivi, osrednjim obokom, okenskimi vdolbinami in stropi transeptov.
Prva kapela desno od ladje je Cappella di Sant'Andrea, tako imenovana zato, ker je bila cerkev, ki je bila prej na tem mestu in jo je bilo treba porušiti, da bi naredila prostor za jezuitsko cerkev, posvečena sv. Andreju. Vsa poslikana dela je zaključil Florentinec Agostino Ciampelli. Freske na lokih prikazujejo svete mučence Pankracija, Celsa, Vito in Agapit, pilastri pa svetnice mučenke Kristino, Margareto, Anastazijo, Cecilijo, Lucijo in Agato. Strop je poslikan s podobo Slava Device, obdano z mučenci sv. Klemenom, Ignazijem Antiohijskim, Ciprianom in Polikarpom. Lunete so freskirane s podobo Sv. Agneza in Lucija v nevihti, in sv. Štefan in diakon sv. Lovrenc. Oltarna slika prikazuje Mučeništvo svetega Andreja.
Druga kapela na desni je Cappella della Passione s freskami v lunetah, ki prikazujejo prizore pasijona: Jezus v Getsemaniju, Judov poljub in šest platen na pilastrih: Kristus pri stebru, Kristus pred stražarji, Kristus pred Herodom, Ecce Homo, Izhod na Kalvarijo in Križanje. Oltarna slika Madona z otrokom in blaženimi jezuiti nadomešča prvotno oltarno sliko Scipione Pulzona. Program slik je delo Giuseppa Valeriana in ga je naslikal Gaspare Celio. Oltar ima bronasto žaro z ostanki jezuita svetega Giuseppa Pignatellija iz 18. stoletja, ki ga je Pij XII. kanoniziral leta 1954. Medalje na steni spominjajo na P. Jana Roothaana (1785–1853) in P. Pedra Arrupeja (1907–1991), 21. in 28. generalnega načelnika Družbe Jezusove.
Tretja kapela na desni je Cappella degli Angeli, na kateri je stropna freska Kronanje Device in oltarna slika Angeli častijo sv. Trojico, Federica Zuccarija. Po stenah so naslikana tudi platna, na desni strani Poraz uporniških angelov, na levi pa Angeli osvobajajo duše iz vic. Druge freske predstavljajo nebesa, pekel in vice. Kote v nišah pilastra sta dopolnila tako Silla Longhi kot Flaminio Vacca.
Večjo kapelo sv. Frančiška Ksaverija v desnem transeptu je zasnoval Pietro da Cortona, ki jo je prvotno naročil kardinal Giovanni Francesco Negroni. Polikromatski marmorji obdajajo štukaturni relief, ki predstavlja Frančiška Ksaverija, ki so ga angeli sprejeli v nebesa. Oltarna slika prikazuje Smrt Frančiška Ksaverija na otoku Šangčuan Carla Maratte. Loki so okrašeni s prizori iz svetnikovega življenja, vključno z Apoteozo svetnika v središču, Križanjem, Svetnik izgubljen na morju in na levi, Krst indijske princese, Giovannija Andrea Carloneja. Srebrni relikviarij hrani del svetnikove desne roke (s katero je krstil 300.000 ljudi), drugi njegovi ostanki so pokopani v jezuitski cerkvi v Goi.
Zadnja kapela na skrajnem koncu ladje, desno od velikega oltarja, je kapela Sacro Cuore (sveto srce Jezusa).
Zakristija je na desni. V prezbiteriju je Berninijev doprsni kip kardinala Roberta Bellarmina. Kipar je vsak dan molil v cerkvi.

Prva leva kapela, prvotno posvečena apostolom, je zdaj Cappella di San Francesco Borgia, nekdanji španski vojvoda Gandia, ki se je odrekel svojemu naslovu, da bi vstopil v jezuitski red in postal njen tretji Preposito generale. Oltarna slika, Sv. Francesco Borgia v molitvi, delo Pozza, je obdana z deli Gagliardija. Stropne freske (binkošti) in lunete (levo Mučeništvo sv. Petra, ob strani Vera in upanje, desno pa Mučeništvo sv. Pavla) z alegorično Vero in Dobrodelnostjo so dela Nicolòa Circignanija (Il Pomarancio). Pier Francesco Mola je poslikal stene, na levi  Sv. Peter v zaporu krsti svetnike Processo & Martiniano, na desni je Spreobrnjenje sv. Pavla. Tu so štirje spomeniki je Marchese Ferrarija.
Druga kapela na levi je posvečena Rojstvu in se imenuje Cappella della Sacra Famiglia, ki jo je naročil donator kardinal Cerri, ki je delal za družino Barberini. Oltarna slika Rojstvo je Circignanijeva. Na stropu je Nebeško praznovanje Kristusovega rojstva, na fialah so David, Izaija, Zaharija in Baruh, na desni luneti Oznanjenje pastirjem, na levi pa Pokol nedolžnih otročičev. Prav tako so freske na temo Predstavitev Jezusa templju in Čaščenje Treh kraljev. Štirje alegorični kipi predstavljajo Zmernost, Razumnost na desni; in Pogum in Pravičnost.
Tretja kapela na levi je Cappella della Santissima Trinità, ki jo je sprva naročil klerikalni zavetnik Pirro Taro, poimenovana zaradi glavne oltarne slike Francesca Bassana mlajšega. Freske so v letih 1588–1589 dokončali predvsem trije slikarji in pomočniki; natančne atribucije so negotove, pravi se, da je Stvarstvo, angeli na pilastrih in oblikovanje nekaterih fresk izdelal florentinski jezuitski slikar Giovanni Battista Fiammeri. S pomočniki je bil na desni steni naslikan Kristusov krst. Spremenjenje na levi steni in Abraham s tremi angeli na desni je Durante Albertija. Bog Oče za korom angelov v levem ovalu in vrh z angeli z božjimi lastnostmi dopolnil Ventura Salimbeni. Relikviarij na oltarju ima desno roko poljskega jezuita svetega Andreja Bobole, ki je bil mučen leta 1657 in ga je Pij XI. kanoniziral leta 1938.
Impozantna in razkošna kapela svetega Ignacija s svetnikovim grobom se nahaja na levi strani transepta in je mojstrovina, ki jo je zasnoval Andrea Pozzo med letoma 1696 in 1700. Pozzov oltar prikazuje Sv. Trojico na vrhu sveta. Lapis lazuli, ki predstavlja Zemljo, je veljal za največji kos na svetu, v resnici pa je malta, okrašena z lapis lazulijem. Štirje stebri, obloženi z lapis lazuli, obdajajo ogromen kip svetnika Pierra Legrosa. Slednji je kopija, verjetno Adama Tadolinija, ki dela v studiu Antonia Canove. Papež Pij VI. je dal pretopiti prvotni srebrni kip, domnevno za plačilo vojnih odškodnin Napoleonu, kot je bilo določeno s Tolentinsko pogodbo iz leta 1797.
Prvotno je projekt zasnoval Giacomo della Porta, nato Cortona; a na koncu je Pozzo zmagal na javnem natečaju za oblikovanje oltarja. Svetnikovo platno ima monogram z imenom Jezusa iz nebes vstalega Kristusa, pripisanega Pozzu. Žara svetega Ignacija je bronasta žara Algardija, ki hrani svetnikovo telo; spodaj sta dve skupini kipov, kjer Religija premaga herezijo, delo Legrosa (putto -na levi strani- odtrga strani iz krivoverskih knjig Luthra, Kalvina in Zwinglija), Vera premaga malikovanje Jean-Baptiste Théodona.
V kapeli sv. Ignacija je tudi restavrirana macchina barocca ali baročni stroj Andrea Pozza. Čez dan je kip sv. Ignacija skrit za veliko sliko, vendar vsak dan ob 17.30 zaigra slavnostna glasba in stroj spusti oltar, ki razkrije kip, s reflektorji, ki osvetljujejo različne vidike Ignacija, medtem ko opisuje vidike zgodovine in duhovnosti Družbe Jezusove.
Zadnja kapela na skrajnem koncu ladje, levo od velikega oltarja, je kapela Madonna della Strada. Ime izvira od srednjeveške ikone, ki so jo nekoč našli v zdaj izgubljeni cerkvi na trgu Altieri, ki jo časti sveti Ignacij. Notranjost je oblikoval in okrasil Giuseppe Valeriani, ki je naslikal prizore iz življenja Device. Kupole so poslikali G. P. Pozzi.
Orgle je zgradilo italijansko podjetje Tamburini. So velike s tremi manuali in petimi enotami. Cevi so razdeljene na tri ločene lokacije znotraj cerkve. Dve okrašeni fasadi obdajata stene transepta, majhna dela pa sta nad liturgičnim zahodnim vhodom.

## Zapuščina
Cerkev Il Gesù je bila vzor številnih cerkva Družbe Jezusove po vsem svetu, začenši od cerkve svetega Mihaela v Münchnu (1583–1597), cerkve Corpus Christi v Niasvižu (1587–1593), Cerkev svetnikov Petra in Pavla, Krakov (1597–1619), stolnica v Córdobi (Argentina) (1582–1787), pa tudi cerkev sv. Ignacija Lojolskega v Buenos Airesu (1710–1722), [8] cerkev sv. Petra in Pavla v Tbilisiju (1870–1877) in cerkev Il Gesù v Filadelfiji (1879–1888). Različne župnije imajo tudi ime cerkve Il Gesù v Rimu.

## Slikovna zbirka
- Tloris cerkve
- Glavna ladja
- Pogled na cerkev
- Zmagoslavje Jezusovega Imena 
 Giovanni Battista Gaulli
- Pročelje
- Madonna della Strada
- Vera premaga herezijo in sovraštvo 
 Legros
- Izvirni tabernakelj iz 16. st. so prenesli v Thurles na Irskem
- Zmagoslavje vere nad malikovalstvom 
Theodon
- Kapela Srca Jezusovega
- Sveti Frančišek se sleče in odpove dediščini
- Sveti Frančišek pridiga pticam
- Sveti Frančišek umira na golih tleh
- Kapela sv. Ignacija
- Oltar posvečen sv. Ignaciju Lojolskem
- Spomenik sv. Robertu Belarminu - Bernini